# Rafael Ruiz
Rafael Ruiz Gijón (10. prosinca 1916. – 9. kolovoza 2006.) je bivši španjolski hokejaš na travi. 
Na hokejaškom turniru na Olimpijskim igrama 1948. u Londonu je igrao za Španjolsku. Odigrao je sva tri susreta kao vratar.